# Pro-Música Brasil
Pro-Música Brasil (PMB), antigament anomenada Associació Brasilera de Productors de Discos (ABPD), és una entitat representativa oficial de les discogràfiques al mercat brasiler.
Va ser fundada l'any 1958 i el canvi de nom es va produir el 2016. Els seus membres principalment són les companyies discogràfiques i els distribuïdors discogràfics, que segons dades pròpies de l'organització «creen, produeixen i distribueixen aproximadament el 85% de totes les produccions sonores produïdes i venudes a Brasil». PMB és responsable per la certificació de vendes de discs i senzills, entrega de discs d'or, platí i diamant, i confecció de llistes d'èxits musicals al país.